# Villalobos (kommunhuvudort)
Villalobos är en kommunhuvudort i Spanien.   Den ligger i provinsen Provincia de Zamora och regionen Kastilien och Leon, i den nordvästra delen av landet, 220 km nordväst om huvudstaden Madrid. Villalobos ligger 726 meter över havet och antalet invånare är 288.
Terrängen runt Villalobos är platt, och sluttar söderut. Runt Villalobos är det glesbefolkat, med 12 invånare per kvadratkilometer. Närmaste större samhälle är Benavente, 17,9 km väster om Villalobos. Trakten runt Villalobos består till största delen av jordbruksmark.